# Безушков, Макс
Макс Безушков (нем. Max Besuschkow; род. 31 мая 1997, Тюбинген, Баден-Вюртемберг) — немецкий футболист, полузащитник клуба «Ганновер 96», выступающий на правах аренды за австрийский «Аустрия (Клагенфурт)».

## Биография
Родился 31 мая 1997 года в немецком городе Тюбинген в семье выходцев из России и хорошо владеет русским языком. Отец игрока родом из Новосибирска, а мать из Казахстана, но почти всю жизнь прожила в России. Также в России родился его старший брат. В начале 1990-х семья переехала в Германию.

### Клубная карьера
Футболом начал заниматься в родном городе Тюбинген. С 9 лет выступал в системе клуба «Штутгарт». На профессиональном уровне дебютировал 25 июля 2015 года в составе фарм-клуба Штутгарта, отыграв весь матч против «Динамо Дрезден» в Третьей Бундеслиге. 3 января 2017 года подписал контракт с клубом «Айнтрахт Франкфурт». 5 февраля 2017 года дебютировал в Бундеслиге, выйдя на замену на 88-й минуте вместо Омара Маскареля в матче с «Дармштадт 98». 31 января 2018 года был отдан в аренду на полгода в «Хольштайн Киль». С 1 июля 2022 года играет за «Ганновер 96».

### Карьера в сборной
Выступал за юношеские сборные Германии начиная с команды U-15. В составе сборной до 17 принимал участие в юношеском чемпионате Европы 2014, где сыграл во всех трёх матчах группового этапа, но Германия не смогла выйти в плей-офф. В 2016 году также выступал на домашнем для Германии чемпионате Европы до 19 лет, где вновь провёл 3 матча и занял с командой 5 место.
По собственным словам, рассчитывает попасть в основную сборную Германии и пока не рассматривает вариант выступления за Россию.